# W. Wirt Courtney
William Wirt Courtney (* 7. September 1889 in Franklin, Tennessee; † 6. April 1961 ebenda) war ein US-amerikanischer Politiker. Zwischen 1939 und 1949 vertrat er den Bundesstaat Tennessee im US-Repräsentantenhaus.

## Werdegang
W. Wirt Courtney besuchte bis 1907 die Battle Ground Academy in seinem Heimatort Franklin.  Anschließend studierte er an der Vanderbilt University in Nashville und an der Sorbonne in der französischen Hauptstadt Paris. Nach einem Jurastudium und seiner im Jahr 1911 erfolgten Zulassung als Rechtsanwalt begann er in Franklin in seinem neuen Beruf zu arbeiten.  Zwischen 1915 und 1917 war er auch juristischer Vertreter seiner Heimatstadt. Während des Ersten Weltkrieges war er von 1917 bis 1919 Soldat in einer Infanterieeinheit der US Army. Dabei stieg er bis zum Oberleutnant auf.
Nach dem Krieg setzte Courtney seine Anwaltstätigkeit in Franklin fort. Im Jahr 1932 wurde er Adjutant General in der Staatsregierung von Tennessee. Dabei bekleidete er ab 1933 den Rang eines Brigadegenerals in der Nationalgarde seines Staates. Von 1933 bis 1939 war Courtney Richter im 17. Gerichtsbezirk von Tennessee. Politisch war er Mitglied der Demokratischen Partei.
Nach dem Tod des Abgeordneten Clarence W. Turner wurde Courtney bei der fälligen Nachwahl für den sechsten Sitz von Tennessee als dessen Nachfolger in das US-Repräsentantenhaus in Washington, D.C. gewählt, wo er am 11. Mai 1939 sein neues Mandat antrat. Nach vier Wiederwahlen konnte er bis zum 3. Januar 1949 im Kongress verbleiben. Seit 1943 vertrat er dort als Nachfolger von Herron C. Pearson den siebten Distrikt seines Staates. Bis 1941 wurden im Kongress noch weitere New-Deal-Gesetze der Bundesregierung verabschiedet. Danach standen die Ereignisse des Zweiten Weltkriegs und dessen unmittelbare Folgen im Vordergrund.
1948 wurde Wirt Courtney von seiner Partei nicht zur Wiederwahl nominiert. In den folgenden Jahren praktizierte er wieder als Anwalt. Er starb am 6. April 1961 in seinem Geburtsort Franklin.